# Miguel Alemán Velasco
Miguel Alemán Velasco (Veracruz, 18 de marzo de 1932) es un empresario, político, abogado y escritor mexicano miembro del Partido Revolucionario Institucional. Hijo del expresidente y exgobernador Miguel Alemán Valdés. Se desempeñó como conductor y alto ejecutivo de la televisora mexicana Televisa, de la cual fue accionista y llegó a presidir. Está casado con la ex Miss Universo Christiane Magnani, conocida por su nombre artístico de Christiane Martel. Los cargos políticos que ha desempeñado han sido senador de la República de 1991 a 1997, miembro de la dirigencia nacional del PRI y entre 1998 y 2004, gobernador de Veracruz.

## Biografía
Nació en la ciudad y puerto de Veracruz, el 18 de marzo de 1932.
Realizó sus estudios primarios en la Escuela "Susana Fontana" de la ciudad de Xalapa, Veracruz; la secundaria y preparatoria en el Colegio México en el Distrito Federal, e ingresó a la Facultad de Derecho de la Universidad Nacional Autónoma de México, donde se recibió en 1954 como licenciado en Derecho con la tesis "Los Problemas Jurídicos Internacionales de Derecho Aéreo". Tiene estudios en Derecho Aéreo Espacial en la Universidad de Roma "La Sapienza". También es autor de la popular canción "El Paso de la Tortuga", que la hizo famosa el intérprete Alberto Benitta.

## Cargos en el PRI
Ingresó al Partido Revolucionario Institucional (PRI) en 1953, en el que desempeñó diversos cargos: fue Secretario Auxiliar del Presidente del Comité Ejecutivo Nacional, miembro del Consejo Consultivo del Instituto de Estudios Políticos, Económicos y Sociales (IEPES), Director de Relaciones Públicas del Comité Ejecutivo Nacional de su partido, Secretario de Finanzas, Coordinador del Comité de Financiamiento del Sector Popular (CNOP), también miembro del Consejo Político, en donde presidió la Comisión Nacional de Financiamiento. Adicionalmente ha participado en las campañas Presidenciales desde 1957.
En la Administración Pública Federal se desempeñó como Consejero y Asesor de la Comisión Nacional de Facilitación del Transporte Aéreo Internacional de Aeropuertos y Servicios Auxiliares (ASA), asesor de la Presidencia de la República para Asuntos de Radio y Televisión y embajador de México para Asuntos Especiales.

## Electo senador
En 1991, fue elegido senador de la República por el Estado de Veracruz a la LV y LVI Legislatura del Congreso de la Unión. Fue miembro de las Comisiones de Asuntos Fronterizos Zona Sur; Asuntos Migratorios; Asistencia Social; Turismo, Hacienda y Crédito Público; Comercio y Fomento Industrial; Pequeña y Mediana Industria; Fortalecimiento Municipal; Artesanías y Población del Senado y Presidente del Senado de la República.

## Salida de Televisa
Ha sido periodista y reportero de varios medios y escritor. El 13 de marzo de 1998 abandona la Presidencia de la División de Noticieros e Informativos y DHT de Televisa, S.A. de C.V. para buscar la candidatura para el Gobierno del Estado de Veracruz.
Es asociado fundador de la Fundación Mexicana para la Salud, A.C. y actualmente forma parte de su Consejo Directivo.

## Gobernador de Veracruz
El 15 de marzo de 1998 protesta como candidato del Partido Revolucionario Institucional (PRI) a la gubernatura del Estado de Veracruz, siendo declarado Gobernador electo por el Tribunal Estatal de Elecciones el día 1° de octubre del mismo año.
Tomó posesión del cargo como Gobernador Constitucional del Estado de Veracruz-Llave, el 1° de diciembre de 1998 para el periodo 1998-2004.